# ジャン・ムーラン

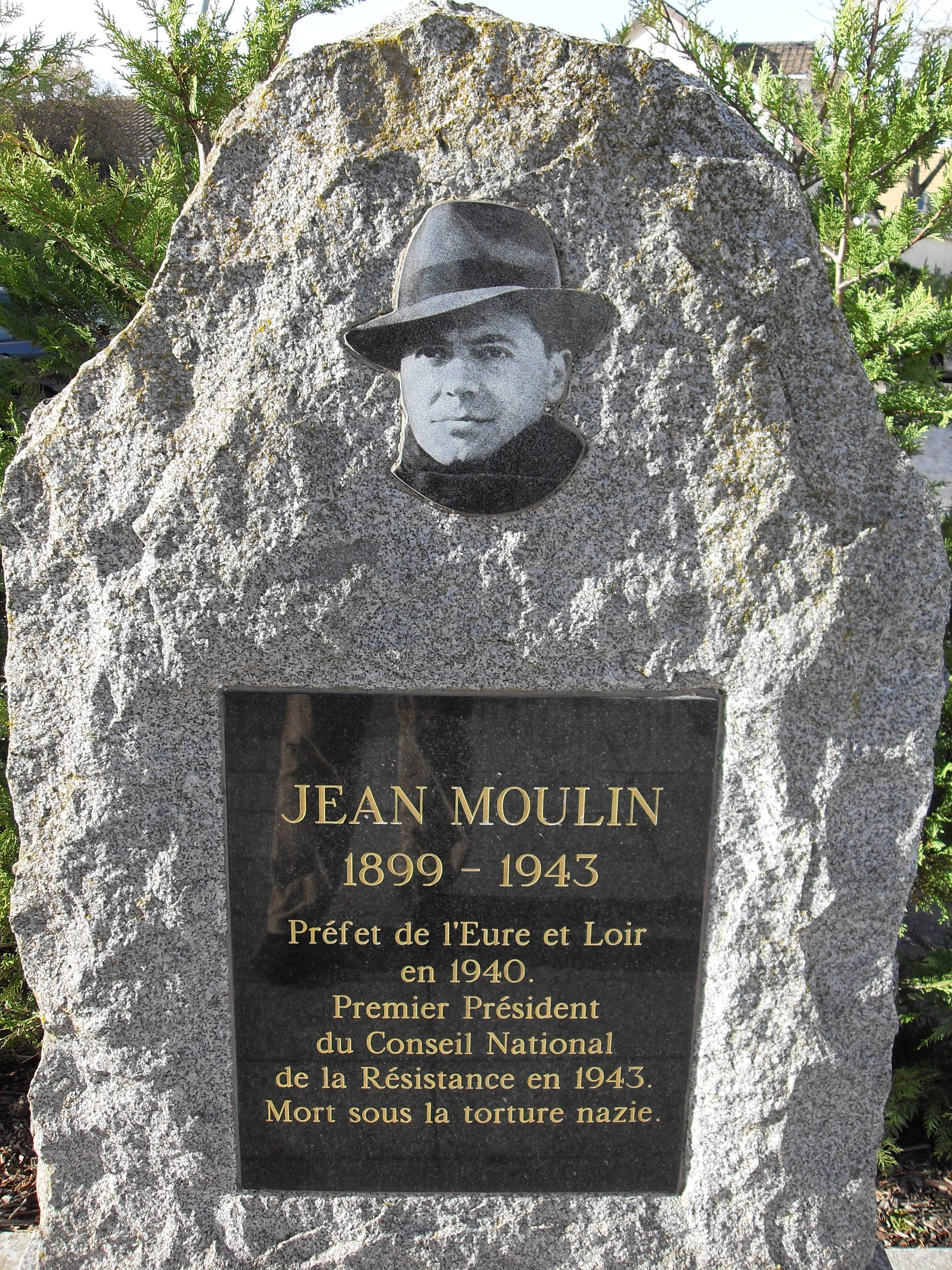
ジャン・ムーランの記念碑

ジャン・ムーラン（Jean Moulin, 1899年6月20日 - 1943年7月8日）は、第二次世界大戦中のナチス・ドイツによるフランス占領に抵抗したレジスタンス運動指導者。シャルル・ド・ゴールの特命を受けてレジスタンス諸派の統一に尽力したが、ナチスに捕らえられて激しい拷問を受けたが情報を漏らさず、ドイツ本国への移送中に死亡し、フランスでは現代に至るまで英雄視されている。大戦初期までは知事など官僚、政治家を務めた。

## 生涯

### 生い立ちから戦間期まで
地中海に面する南仏のベジエで生まれた。父親は、ベジエのコレージュでラテン語やフランス語、歴史の教師をしていた。
政治姿勢は中道に位置していた。
ジャン・ムーランは第一次世界大戦中の1917年、レイモン・ポアンカレ大統領の時代、モンペリエ大学の法学部に通い、そして、エロー県公務員として登録された。大戦末期の1918年にはフランス軍に徴兵され国内各地を巡ったが、戦闘に従事しないうちに大戦はフランスなどがドイツ帝国に勝利して終結し、モンペリエで復員した。1920年、政府の公務員となり、学生組合の副議長を務め、また「共和国青年」のメンバーとなる。1922年に、アレクサンドル・ミルラン大統領時代の1922年、シャンベリーを県庁所在地とするサヴォワ県で、官選知事下の一員として管理職となる。
1925年にピエール・コットと出会い、1925年から1930年の間、アルベールヴィル下位官選知事であった。ガストン・ドゥメルグ大統領時代、フランスで最も若い郡長となる。この間1926年9月にマーガレット・セルッティと結婚するも、1928年に離婚している。
1930年、シャトーランの郡長であった彼は、新聞に風刺漫画を描いたり、トルリスタン・コルビリエールのイラストレーターを務めたりしていた。ペンネームは「ロマナン」で、南仏プロヴァンス地方、アルピーユ山脈麓の村エガリエール近郊にある城から採った。子供時代から絵が得意だったジャンは風刺画家になることが夢で、父親から「それでは稼げない」と言われ公務員になったものの芸術への関わりは持ち続け、首都パリで芸術家たちが集うモンパルナスに通った。渡仏していた日本人画家藤田嗣治とも交流があり、ジャンが1930年に描いた『モンパルナスの飢えた人々』には、右下に藤田も大きく描かれている。この頃、セント・ポル・ロクスやマックス・ジャコブなどとも知己になった。
1933年、ドイツではのちに第二次世界大戦を引き起こすアドルフ・ヒトラー率いるナチスが政権を掌握した。イタリアでは既に1920年代にファシスト党のベニト・ムソリーニが独裁者となっており、欧州ではファシズムの脅威が高まった。第一次世界大戦で敗れたドイツに過酷な講和条件を強いたヴェルサイユ体制の打破を掲げるナチス政権誕生の余波を受けて、フランスでも右派による暴動が発生（1934年2月6日の危機）。これを目の当たりにしたジャン・ムーランはファシズムに対抗する決意を固めた。
1934年に、アミアンの県係長、1936年のフランス人民戦線内閣成立後は航空相ピエール・コットの下で官房長で就任。同年始まったスペイン内戦では、独伊の支援を受けた反乱軍と戦うスペイン人民戦線政府に秘密裏に航空機を供与した。
1937年1月、37歳でアヴェロン県の知事（fr:Préfet）に就任。当時としてはフランス最年少の知事だった。1939年にウール＝エ＝ロワール県の官選知事となる。

### 第二次世界大戦
1939年9月のナチス・ドイツによるポーランド侵攻に対して、フランスと同盟国である英国が宣戦布告し、第二次世界大戦が始まった。翌年5月、ドイツはベネルクス三国とフランスにも侵攻し、敗れたフランス軍の一部と英国の大陸派遣軍は英本土へ脱出。6月22日には独仏休戦協定が結ばれ、フランスは北部をドイツが占領し、南部の大半は親独のヴィシー政権が統治した。
ドイツ軍はウール＝エ＝ロワール県にも進撃し、県庁所在地シャルトル郊外で列車を爆撃して民間人多数を死傷させた事件について、フランス領西アフリカ出身者で構成するフランス軍セネガル兵団による蛮行だと偽る書類を作成し、知事であったジャン・ムーランに署名を迫った。ムーランは、線路脇の農作業小屋に放置された遺体を見せられるなど圧力をかけられ、拷問でサインを強要されることを避けるため監禁された部屋で首を切って自殺を試みたが警備兵に見つかり、収容された病院で容態が回復した。1940年11月までに、ヴィシー政権は、あらゆる公務から左翼運動家を馘にするよう命令。ムーランも同月、知事を解任され、エガリエール村にある親族邸を拠点に対独抵抗活動に身を投じた。
フランス軍のシャルル・ド・ゴールは祖国の敗北前に英国へ逃れ、国民に対独抵抗を呼びかけ、後に自由フランスを組織した。ムーランは1941年9月、偽造パスポートで英国に渡った。10月25日に首都ロンドンでド・ゴールと会い、ド・ゴールは11月にムーランをフランス行政地域における自分の代理とした。1943年2月からは「全土の代表」としている。その目的は、一つの大きな組織「レジスタンス国民会議」を作ることであった。
1942年1月1日の夜、ムーランは満月の光を頼りにアルピーユ山脈の麓にパラシュート降下して祖国に戻り、エガリエール村に購入していた岩小屋にまず潜伏し、レジスタンスを糾合する活動を始めた。同じ夜、自由フランス軍情報士官のブリュノ・ララもサロン＝ド＝プロヴァンス周辺アルピル上空からパラシュート降下でフランスに再潜入し、ジョゼフ・メルシエという偽名のムーランと行動を共にした。
ムーランは1942年7月に首都パリでピエール・ムニエと会い、ムーランは南部非占領地域（ヴィシー政権管轄）で活動し、北部のドイツ軍占領地域ではアンリ・マネスを代理として活動した。ロベール・シャンベロンやピエール・ムニエはジャン・ムーランの依頼通りに各方面と接触をとり続け、また、脱獄してきたピエール・ヴィヨンが占領地域の国民戦線の長となるなど、様々な活動を仲間と共に行なった。
ジャン・ムーランがパリに到着したのは、ダニエル・コルディエをリヨンでピエール・ムニエが紹介した日であった。ロベール・シャンベロンとピエール・ムニエはジャン・ムーランの住処をいくつも用意しておき、まず最初にパリ16区のリュベック通りにあるジャン・ムーランの女友達の一人の家に行き、ルネ・シャンベロンの家のあるパリ郊外のサン＝マンデ、ボーダン通り6番地へいくことになった。
ピエール・ムニエやロベール・シャンベロンと同時期に、フランソワ・フォールの補佐を得ていたレミ大佐とそのノートルダム信徒会の地下組織が占領地域での様々な接触を試みてきたり、義勇遊撃隊の組織の中にマルセル・プルナンを通じて重要な連絡相手を見つけ、フランス共産党の中にも味方を見い出したりしていた。時に、フランス社会党は、社会党行動委員会を創り上げることによって地下組織を再編し、共産党は国民戦線の結成以降も注目に値する独自の活動を繰り広げていた。
ムーランはこのほか、独伊の枢軸国寄りのフランコ体制下のスペインや、中立国ポルトガルなど周辺国の活動家とも連携した。ムーランのコードネームは「最大」という意味だった。
1943年5月には、レジスタンスの統一組織「全国抵抗評議会」（CNR）がパリで発足し、ムーランは初代議長に就任した。その直後、ムーランは裏切りに遭い、同年6月21日にリヨンでクラウス・バルビーによって捕らえられ拷問され、パリ16区にあったゲシュタポ本部に連行された。ドイツに向かう列車で連行される途中、国境近くのメッス駅において、1943年7月8日に亡くなった（駅の死亡届帳簿に、1943年7月8日という日付が残されている）。
現在、誰が彼を密告したのか不明であるが、ルネ・アルディによる直接的あるいは間接的な関与が最も有力な説であり、また、レーモン・オーブラックによる情報提供も疑われている。

## 没後
ド・ゴールによって国葬が行なわれた。
2023年の対独戦勝記念日（5月8日）、エマニュエル・マクロン大統領は、ムーランが拷問を受けたリヨンの監獄を視察して、「共和国の子どもであり、国家の奉仕者であり、フランスの戦士だった」と称えた。
ムーランが、列車爆撃事件の犠牲者を見せられた小屋は地元自治体によって保存されているほか、エガリエール村で潜伏した小屋はオリーブ収穫作業用に使われ現存している。エガリエール村の小屋について、ムーランは生前、「戦争が終わったら、若い芸術家が集うアトリエにしたい」と語っていたという。

## 対独抵抗活動とその弾圧
自由フランスの情報機関を率いる「パシー大佐」ことアンドレ・ドゥヴァヴランやピエール・ブロソレットのグループは、活動団体や政党にはたいした信用を置いていなかった。また、ジョルジュ・ビドーはフランス国内における地下出版・新聞による宣伝活動を担った。
こうした活動の結果、ヴィシー政権支配地域においてレジスタンスの有力諸組織を結合した「統一レジスタンス運動」（MUR）が結成された。南部の三大組織であるコンバ、リベラシオン、フランティルールの軍事力を結集して秘密軍隊をつくりあげる。アンリ・フルネや南仏のレジスタンス活動家達はただちに、それらをもって全面的な蜂起に持ち込めると考えていた。
一方、英国と1941年末に参戦していた米国は、フランス領北アフリカ上陸による反攻を計画していた（トーチ作戦）。ドイツの捕虜になり、後に脱走したフランス軍のアンリ・ジロー将軍を米国が北アフリカに送り込む前に、フランスでもジロー将軍と接触を持った人々がいた。アンリ・フルネは、膨大な人員の流入に対処するため、ベヌーヴィルの助けを得て、中立国であったスイスのルートを利用し、スイスの首都ベルヌにあるアメリカの情報機関と交渉に入った。ロベール・シャンベロンとピエール・ムニエは彼らの地下活動の方法を少しずつきめ細かくしていった。
フランス国内のレジスタンス勢力にとって、ドイツだけでなく対独協力（コラボラシオン）を選んだフランス人も敵であった。その一人、ルネ・ブスケの指揮下にあるダヴィッド警視の特別班によって被ったレジスタンス運動の被害は甚大なものがあった。
フランス共産党の同志達は、メトロの入り口に近い路上や、遠く離れた郊外で接触を進めた。ロベール・シャンベロンは共産党の同志達のやり方の真似をして「敗者復活戦」を前もって決めておくようにした。1943年3月にアンリ・マネスが逮捕されたため、ピエール・ムニエは妻とグラン・チュレンヌのホテルから逃げ出さねばならなかった。シモーヌ・ムニエはある共産党指導者の警戒心に打ち勝つことができた。状況の改善により、境界線の通過は少しずつ楽になり、それによって南部地域の指導活動の一部がセーヌ川のほとりに移転された。
秘密部隊や統一レジスタンスのような軍隊式のグループの中で、最もしっかりした組織で武器が行き渡っていたのはコンバのグループであった。アンリ・フルネは秘密部隊の司令官に任命されなかったため、シャルル・ドゥレストラン将軍と仲違いをしてしまい、ドゥレストラン将軍のほうもアンリ・フルネに気を悪くしてしまった。
ピエール・ムニエやジャン・ムーラン等と共にノートルダム信徒会も共産主義者と接触を始めていた。フランス北部地域では、抵抗運動家は、第一次世界大戦の英雄でありながらヴィシー政権首班となったフィリップ・ペタンを意識することなく占領者と対決しており、かなり早い段階からド・ゴール将軍がただ一人の統合者のように思われていた。ピエール・ブロソレットは、ジャン・ムーランが占めた地位に気を悪くしていた。だいたいにおいて、活動団体は政党とは激しく対立していた。1943年初頭にはレミはフェルナン・グルニエを伴ってロンドンを訪れた。ジャン・ムーランは、レジスタンスにおいても、それに引き続くフランス共和国の再建についても、政党の役割を有意義なものと判断していた。レジスタンスの活動家は、ド・ゴールに信頼を置いている人々の側では絶え間なくパリ - ロンドンの間の往復を行い、ジロー将軍の権威を認めている人々は、パリと北アフリカのフランス領アルジェリアの首府アルジェの間を頻繁に行き来していた。アンリ・マネスとともにジャン・ムーランが英国に向かおうとしていた頃、ジャン・ムーランが考えていたような形での統一組織に反対していた人々が居た。
ピエール・ブロソレットはある日、サン＝ジェルマン大通りとレンヌ通りとの角の「リップ」というカフェの傍の大きな薬局でピエール・ムニエとロベール・シャンベロンと会合を持ったが、不首尾に終わった。1943年3月、アンリ・マネスが逮捕され、ピエール・ムニエがジャン・ムーランの筆頭補佐役となった。ジャン・ムーランは1943年3月20日にドゥレストラン将軍とクリスチャン・ピノーとともにフランスに戻り、ピエール・ムニエの伝言を読んでいた。3月31日にジャン・ムーラン、パシー、ピエール・ブロソレット、エーラル、ピエール・ムニエがローム通りに集まり、ジャン・ムーランはブロソレットやパシーらの越権行為を非難した。
1943年5月7日、全国抵抗評議会の設立を告げる電報をド・ゴール将軍に打つ。1943年5月15日、未だ招集されていないCNRの議長の名において、再び電報を打つ。このとき、ジャン・ムーランは、ドゴール将軍のジロー将軍に対する政治的優位をうたった。CNRに対して好意的でなかった人々は、ジャン・ムーランがC.N.Rの第一回総会前に、来るべき議決とそこで決められるべき決定事項を先取りしたと抗議した。
ピエール・ムニエはブローニュの森でジャン・ムーランと共産党の代表との会談を設定した。
CNRを組織し、1943年5月25日にCNRの最初の会合が行われるはずであったが、ルイ・マランと連絡がつかなかったため延期され、1943年5月27日にパリで自由フランスがレジスタンス全国抵抗評議会として結集し、初めて集まった。ロベール・シャンベロンとピエール・ムニエはC.N.Rの第一回総会の設営にたずさわった。ピエール・ムニエは16名の参加者を２、3人ずつのグループに分け、数分ずつ間隔をおいてフール街のそばのメトロの入り口付近に集合させた。ロベール・シャンベロンとピエール・ムニエは会合終了前に外に出て、帰り道に不審な点がないかを確かめた。ロワレ県の財務部長をしていてピエール・コットの官房にいた旧友、ルネ・コルバンは勇敢にも自分のアパートを提供してくれた。C.N.Rは16人で構成されていた。
ピエール・ムニエはジャン・ムーランのロンドン行きやスイスに行くための段取りを考えたりしたが、ジャン・ムーランはピエール・ムニエの提案を受け入れず、ドゴールの即時直接行動をとる戦術に同意していた。ジャン・ムーランがフランス南部地域へ出発する前、シモーヌ・ムニエとピエール・ムニエはシモーヌ・ムニエの友人のド・ブルターニュ夫人の家でジャン・ムーランと昼食を共にした。ド・ブルターニュ夫人はパリのデュロンヌ通りに住んでおり、ジャン・ムーランがパリに滞在中に宿を提供してくれていた。
この間、ムーランはピエール・ムニエと共に官憲の追及を逃れ、パリのメニルモンタン街の肉屋からレピュブリック広場の代訴人の家へと隠れ家を転々とする。
1943年3月3日パリでアンリ・マネスが警察の罠にはまり、ゲシュタポに引き渡された。3月15日にはリヨンでレイモン・オブラック、モーリス・クリーゲル＝ヴァルリモン、セルジュ・ラヴァネルが一斉検挙の犠牲者となるところであった。
4月4日には、ジャン・ムーランと共にパラシュート降下したモンジャレがリヨン近辺で捕まった。4月28日にはマルセイユでジャン・ミュルトンが捕まって寝返り、シュヴァンス・ヴェルタンを売った。5月3日、北部解放の指導者で「ファランクス」という秘密組織の長でもあったクリスチャン・ピノーが捕まり、強制収容所に送られる前にリヨンの刑務所に入れられていた。
6月4日、リヨンでアンリ・オーブリがドゥレストラン将軍と会い、6月7日から6月8日のリヨン＝パリ行き寝台列車にゲシュタポの手先となっているジャン・ミュルトンとドイツ国防軍防諜部員であるムークが同乗しており、6月9日には秘密軍事組織のドゥレストラン将軍はパリメトロの16区にあるラ・ミュエット駅で逮捕された。6月10日、クラウス・バルビーはルネ・アルディにずっと尾行がついていること、そして、彼の恋人のリディ・バスティアンが彼の身元引受人になっていることをアルディにつげた。6月11日にルネ・アルディはニームに向かい、1943年6月１３日、6月14日の両日にパリのリディ・バスティアンを連れ戻すために、リヨンとパリとを往復している。
6月19日、ジャン・ムーランはロンドンから着いたばかりで、彼の後任になるはずのセリュールと会っている。
5月に仲間と会議を行った後、何者かによって密告され、6月21日にリヨン郊外のカリュイール＝エ＝キュイールでゲシュタポに逮捕された。拷問の末にドイツへと移送中の列車中で死亡した。クラウス・バルビーはジャン・ムーランを死に至らしめた拷問の元凶である。
自由フランスのパシーやフランス社会党のピエール・ブロソレットなどと対立することもあり、レジスタンス運動が決して一枚岩ではなかったことがうかがえる。

## 関連人物
- アンリ・ジロー
- ピエール・ブロソレット
- ピエール・ムニエ
- マルセル・プルナン
- ブリュノ・ララ
- アンドレ・ドゥヴァヴラン